# Schloss Gerlachshausen

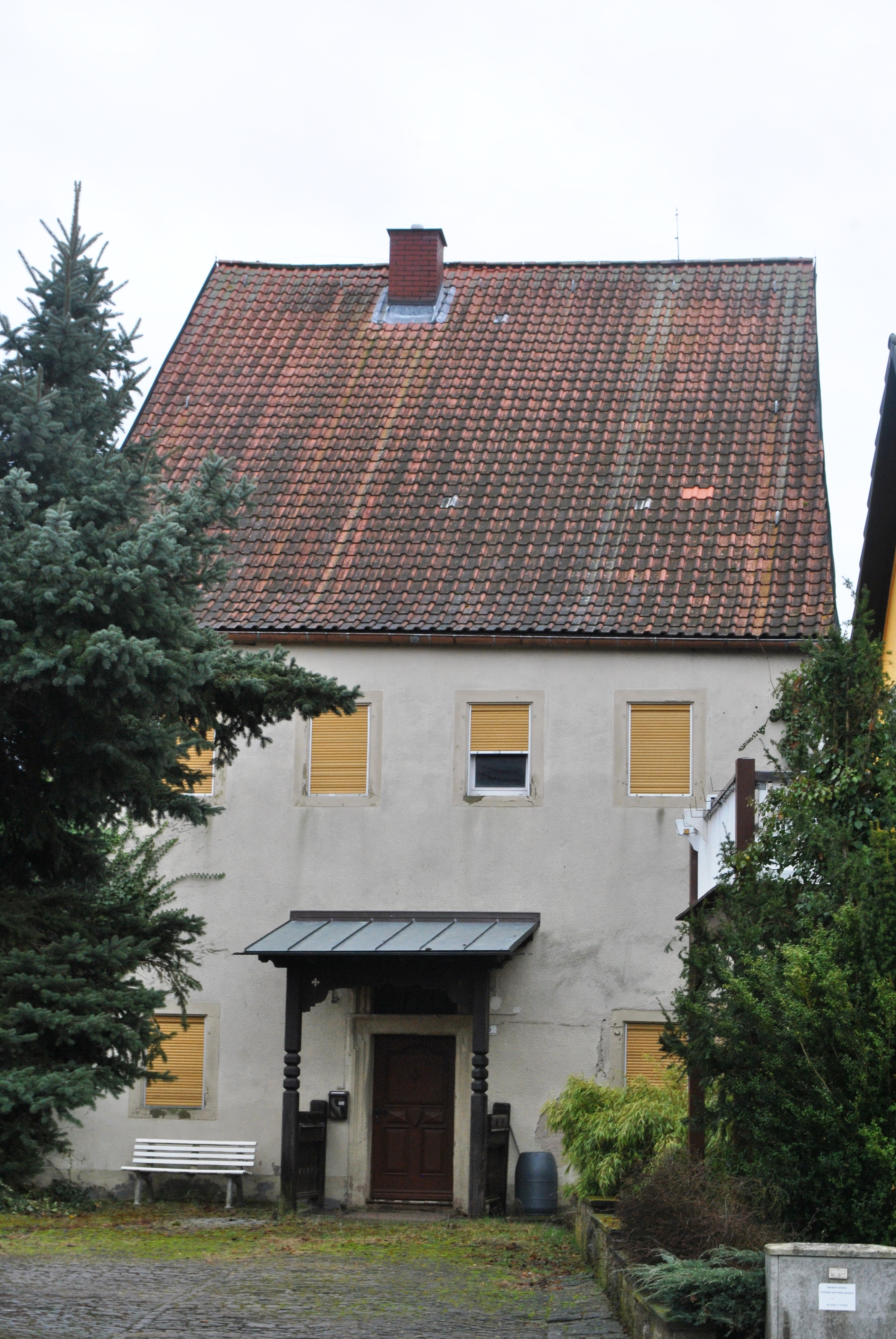
Zugangsseite mit markantem Frackdach

Das Schloss Gerlachshausen, auch ehemaliges Gerlachshäuser Wasserschloss, Denkmalnummer D-6-75-165-11, steht in Gerlachshausen, einem Gemeindeteil des Marktes Schwarzach am Main im unterfränkischen Landkreis Kitzingen. 

## Geschichte

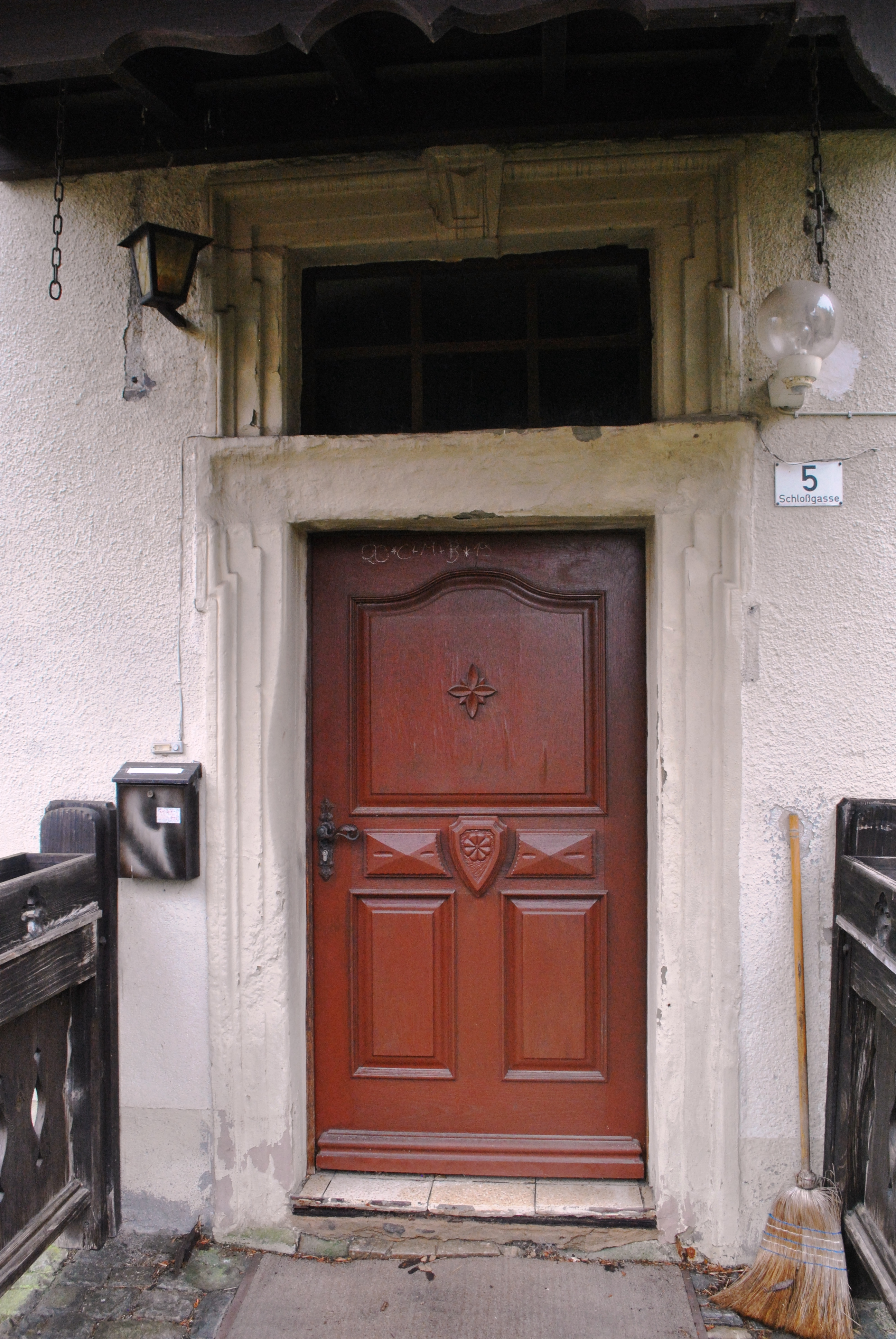
Geohrtes Eingangsportal

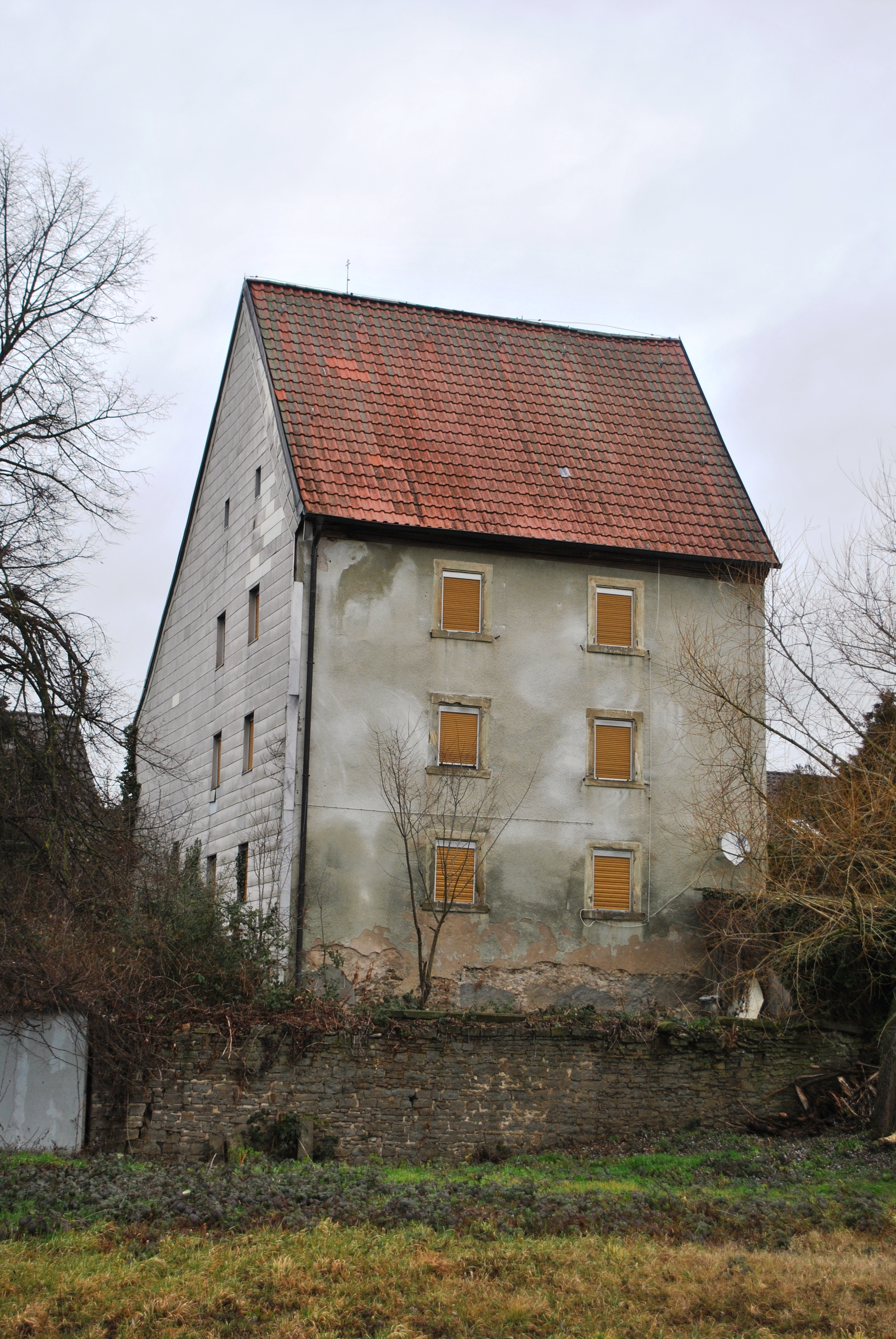
Der sanierungsbedürftige Schlossbau mit flachem Frackdach

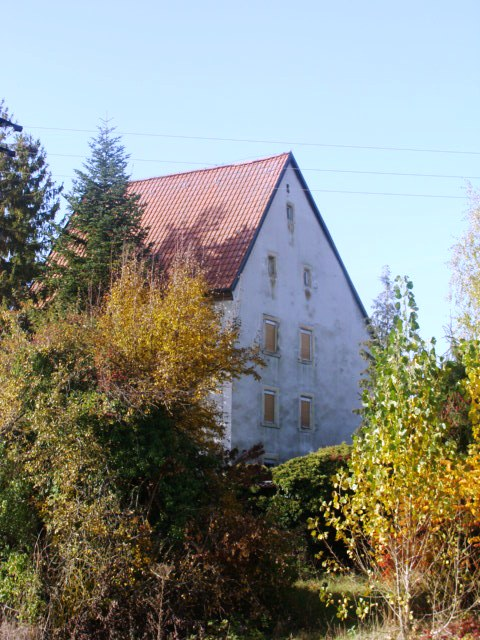
Das Schloss in Gerlachshausen

Der Ort Gerlachshausen wird erstmals in einer Urkunde vom 21. April 918 König Konrads I. erwähnt. Zu welchem Zeitpunkt ein erster befestigter Adelssitz in Gerlachshausen erbaut worden ist, ist hingegen bislang nicht erforscht. Zu Beginn des 12. Jahrhunderts beherbergte die nahegelegene Abtei Münsterschwarzach den an Aussatz erkrankten Würzburger Bischof Erlung. Zum Dank übertrug er den Mönchen und deren Vorsteher Abt Rupert im Jahr 1115 die Pfarrei Gerlachshausen und viele Güter des Heinrich von Castell. Die Herren von Castell, zu denen aufgrund seines Vornamens auch jener Abt Rupert gezählt wird, gehörten zu diesem Zeitpunkt noch nicht dem Grafenstand an. Wohl spätestens um diese Zeit befand sich an der Stelle des heutigen Schlosses ein erster mittelalterlicher Adelssitz, wo ein mit der Vogtei belehnter Schultheiß (Scultetus) seinen Sitz hatte. Nebst Verwaltungsaufgaben bestand auch eine Schutzpflicht gegenüber den Klosterbrüdern von Münsterschwarzach. Zu diesem Zweck wurde die Anlage in Form einer Wasserburg errichtet. 
n
Der kinderlose Graf Ludwig von Castell war mit Kaiser Friedrich II. zum Kreuzzug in das Heilige Land aufgebrochen. Im Lager der abreisebereiten Kreuzfahrer, in der italienischen Hafenstadt Brindisi, brach jedoch 1227 eine Seuche aus welcher auch Graf Ludwig von Castell zum Opfer fiel. Daraufhin entbrannte zwischen dessen Bruder Graf Rupert V. und dem Würzburger Bischof ein heftiger Streit über die Vogteirechte in Gerlachshausen, welche Ludwig zuvor dem Hochstift verkauft hatte. Der Streit konnte 1230 schlussendlich durch einen Vergleich beigelegt werden, womit die Vogteirechte in Gerlachshausen beim Hochstift Würzburg verblieben. Die Vogtei als militärische Schutzherrschaft besaßen aber weiterhin andere Adelige. Erst 1284 veräußerte Gertrud, die Tochter Heinrichs von Zabelstein und Witwe des Heinrich Fuchs von Dornheim, die Vogtei an das nahegelegene Kloster Münsterschwarzach, was 1306 bestätigt wurde.
Im 20. Jahrhundert kam das Schloss in private Hände und wurde bis in die 2000er Jahre als Wohnhaus genutzt. 2023 ging das Schloss an die jetzigen Besitzer über, die es seither behutsam aus dem Dornröschenschlaf erwecken. Im Sprachgebrauch wird auch die Bezeichnung „Gerlachshäuser Schlösschen“ verwendet. Das Bayerische Landesamt für Denkmalpflege verzeichnet die Anlage als Baudenkmal mit der Nummer D-6-75-165-11. Die im Boden befindlichen Überreste der alten Anlage werden unter der Denkmalnummer D-6-6127-0060 als Bodendenkmal geführt.

## Baubeschreibung
Architektonisch geht das heute stark sanierungsbedürftige, turmartige Schloss auf einen mittelalterlichen Burgstall zurück. Das auffallend schmucklose Gebäude ist ein zweigeschossiger, rechteckiger Massivbau aus dem 15. Jahrhundert (dendrologische Untersuchungen der Fälldaten von verbauten Hölzern ergaben u. a. das Jahr 1452). Im Jahr 1659 wurde der vorher nahezu quadratische Bau nach Norden um 1/3 erweitert, ohne jedoch den Firstpunkt den veränderten Dachachsen anzupassen oder die Giebelausrichtung zu drehen. Dadurch ergab sich ein asymmetrisches, langgestrecktes Frackdach, welches sich über zwei Geschosse hinweg zieht. Außergewöhnlich dabei ist, dass es nicht, wie sonst üblich, der Gebäuderückseite zugewandt ist, sondern zum Haupteingang. Auch findet sich diese Dachform eher bei einfachen Wohn- oder Wohnstallhäusern, selten jedoch in der Profanarchitektur. Weitere Umbauten erfolgten in den letzten drei Jahrhunderten. Die Fensterrahmen sind teilweise profiliert. Von der einstigen Wasserburg haben sich im Süden und Westen der Anlage Teile der Futtermauern erhalten. An der Südseite vorgelagert (Bodendenkmal D-6-6127-0060) sind noch schwach Anzeichen eines Wehrgrabens zu erkennen. Eine Balustraden-Einfriedung ist nicht erhalten. 
Im Innern befindet sich eine hohe Halle im Erdgeschoss. Ein großer Gewölbekeller wurde nachträglich eingetieft. Im 18. Jahrhundert erhielt die Fassade im Norden ein schlichtes, geohrtes Eingangsportal, welches jedoch durch Umwelteinflüsse stark gelitten hat, und eine regelmäßige Fenstergliederung im Sinne des Barock. Eine umfangreiche Ausstattung an Treppen, Brettbalustern, Rahmenstuckdecken, Bodenbelägen und Türen aus dem 18. und 19. Jahrhundert haben sich erhalten. Ans Schloss grenzt ein massives, nicht denkmalgeschütztes Seitengebäude (alte Holzlege) an, das ebenfalls stark sanierungsbedürftig ist. Durch den Anbau gelangt man in den großen Gewölbekeller sowie in den hinter dem Haus befindlichen Garten.